# Якоб Кеглет
Якоб Кеглет (дан. Jakob Kehlet; нар. 5 вересня 1980) — данський футбольний арбітр. З 2009 року обслуговує матчі Суперліги, з 2011 — арбітр ФІФА.

## Кар'єра
26 липня 2009 дебютував у Суперлізі, як головний арбітр матчу між командами «Сількеборг» та «Мідтьюлланн» 4:0. 12 липня 2011 дебютував на євроарені відсудивши матч у першому раунді Ліги чемпіонів УЄФА між командами «Шемрок Роверс» та талліннською «Флорою» 1:0. 

## Статистика
| Сезон   | Ліга            | Ігри | Карти | Карти        | Карти | Пенальті |
| Сезон   | Ліга            | Ігри | ЖК    | YK · YK · RK | RK    | Пенальті |
| ------- | --------------- | ---- | ----- | ------------ | ----- | -------- |
| 2009/10 | Данія Суперліга | 12   | 26    | 0            | 1     | 2        |
| 2010/11 | Данія Суперліга | 14   | 27    | 1            | 2     | 4        |
| 2011/12 | Данія Суперліга | 18   | 72    | 1            | 0     | 6        |
| 2012/13 | Данія Суперліга | 33   | 76    | 2            | 2     | 4        |
| 2013/14 | Данія Суперліга | 24   | 58    | 0            | 3     | 7        |
| 2014/15 | Данія Суперліга | 19   | 63    | 2            | 2     | 4        |
| 2015/16 | Данія Суперліга | 14   | 28    | 0            | 1     | 1        |
| Разом   | Разом           | 123  | 350   | 6            | 11    | 28       |

## Матчі національних збірних
| Дата           | Місце проведення    | Збірні              | Рахунок | Турнір               | ЖК | YK · YK · RK | RK |
| -------------- | ------------------- | ------------------- | ------- | -------------------- | -- | ------------ | -- |
| 16 жовтня 2012 | Відень, Австрія     | Австрія – Казахстан | 4 – 0   | Кваліфікація ЧС 2014 | 4  | 0            | 0  |
| 3 червня 2013  | Таллінн, Естонія    | Естонія – Білорусь  | 0 – 2   | Товариський матч     | 1  | 0            | 1  |
| 4 червня 2014  | Рейк'явік, Ісландія | Ісландія – Естонія  | 1 – 0   | Товариський матч     | 5  | 0            | 0  |
| 9 червня 2015  | Турку, Фінляндія    | Фінляндія – Естонія | 0 – 2   | Товариський матч     | 3  | 0            | 0  |
| 30 травня 2016 | Мальме, Швеція      | Швеція – Словенія   | 0 – 0   | Товариський матч     | 3  | 0            | 0  |
| 6 вересня 2016 | Лоуле, Португалія   | Гібралтар – Греція  | 1 – 4   | Кваліфікація ЧС 2018 | 2  | 0            | 0  |
| 9 жовтня 2016  | Кишинів, Молдова    | Молдова – Ірландія  | 1 – 3   | Кваліфікація ЧС 2018 | 6  | 0            | 0  |